# 4 Gwardyjska Dywizja Strzelecka
4 Gwardyjska Dywizja Strzelecka (ros. 4-я гвардейская стрелковая дивизия) – związek taktyczny (dywizja) Armii Czerwonej.

## Historia
Decyzją Ludowego Komisarza Obrony №308, 161 Dywizja Strzelecka, za zasługi w działaniach obronnych po ataku Niemiec na ZSRR, otrzymała miano gwardyjskiej, jako 4 Gwardyjska Dywizja Strzelecka.
We wrześniu 1941 w składzie 54 Armii, następnie przeniesiona do 4. Armii i skierowana na Tichwin. Tam walczyła przeciw 61 DP Wermachtu.
W styczniu 1942 weszła w skład Frontu Wołchowskiego, atakowana przez niemiecką 1 DP. W sierpniu tegoż roku wycofana na tył po czym przerzucona pod Stalingrad. W grudniu w 5. Armii Uderzeniowej, wykonując manewr okrążający przeciw niemieckiej 19 DPanc.
Po przejściu do kontrofensywy w 1943 4GwDS skierowała się na Szachty, 19 stycznia zajmując pozycję na brzegu rzeki Doniec, a w lutym – rzeki Mius. We wrześniu 1943 wyzwoliła Jenakijewe, Jasynowatą i Krasnogorowkę.
W 1944 sforsowała Ingulec i Boh przechodząc w składzie 3 Frontu Ukraińskiego przez Rumunię.
W ostatnich miesiącach wojny walczyła na Węgrzech przeciwko 1 DPanc SS. Wojnę zakończyła w Tulln an der Donau, rozwiązana w 1946.